# Nicolaus Rensberger
Nicolaus Rensberger, auch Rensperg, Rensbergensis u. a. (* um 1530; † nach 1577) war ein deutscher Mathematiker, Astronom und Instrumentenmacher.

## Leben
Über Rensbergers Leben ist fast nichts bekannt. Es gibt Hinweise, dass er aus der Coburger Gegend stammen könnte und überlieferte Lebenszeichen gibt es aus dem Zeitraum von ca. 1560 bis 1577. Dabei tritt er außer in Coburg in Jena, Bamberg, Augsburg, Halle, Joachimstal und Freiburg im Breisgau in Erscheinung, 1570 fungiert er als „Mathematicus in Passau“.

## Wirken

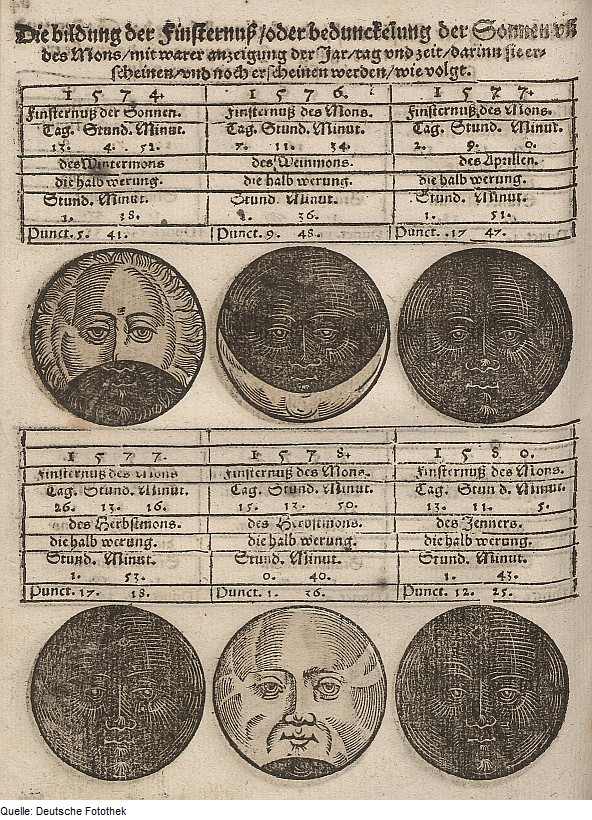
Abbildung aus Rensbergers „Astronomie Teutsch“

Rensberger hinterließ einige mathematische und astronomische Schriften, sowie von ihm selbst angefertigte astronomische Instrumente, die 2014 für die Kunstkammer des Bayerischen Nationalmuseums in München erworben werden konnten. Im Einzelnen sind dies eine Sonnenuhr, ein sogenannter Universalkompass, ein geometrisches Quadrat sowie eine drehbare Kalenderscheibe, die die Monate, die Tage, den Tierkreis und die Mondphasen anzeigt. Einige dieser Instrumente weisen Kuriositäten auf, die Rensbergers eigenen Schriften teilweise widersprechen.
Dazu gehört mit der Astronomia Teutsch eines der ersten auf Deutsch erschienen astronomischen Lehrbücher. Auch Kalender und Prognostica erstellte er. In seinem Hauptwerk, der Astronomia, vertritt Rensberger die Auffassung, dass die Astrologie ein göttliches Werkzeug ist, um ein besserer Mensch zu werden. Die vier Bücher seiner Astronomia umfassen die Berechnung der Planetenlaufbahnen und Kalender für 1500-1606, die Bedeutung der Sonnen- und Mondfinsternis, Erwählungen der astrologischen Häuser, die Wirkung der 12 Tierkreiszeichen und 7 Planeten, Jahresherrscher, Sternverzeichnis, „Revolutio anni“ und deren Deutung, Judicium der Nativität sowie die Deutung der künftigen Jahre aus dem Horoskop.
Sein Universalkompass aus dem Jahre 1568 vereinigt in sich die Funktionen einer dreifachen Sonnenuhr und die eines astronomisch kalendarischen Besteckes und Vermessungsgerätes. Zu deren Illustration dient u. a. eine eingravierte Landschaft, deren Kirche von einem Gelehrten mit erhobenem Meßquadranten (Quadratum geometricum) anvisiert wird. In den Mittelpunkt einer nach beiden Seiten laufenden Skala von 60 Winkelminuten ist der Visierstift einzustecken. Mit Hilfe eines verstellbaren Viertelkreisbogens konnte die Oberseite des Deckels gegenüber der Horizontebene geneigt werden, etwa um die Sonnenuhr auf eine geographische Höhe einzustellen. Auf den Seitenflächen sind eine Ost-, eine West- und eine Südsonnenuhr, je mit Gnomon, eingraviert. Auf einer in die Innenseite eingelegten Scheibe befindet sich ein Kalendarium mit Mondphasen. In Kreisringen von außen nach innen sind Monatsname, Zahl der Tage, Strich für jeden Tag, Strich für jeden Tierkreistag, Zahl der Tierkreistage und Tierkreisname markiert. Mittels zweier drehbarer Scheiben sind die 29 Tage des Mondmonats und die Mondphase ablesbar. In der Mitte der Innenseite ist ein Kompass von 0 bis 15 mm Durchmesser eingelassen, den in den Zwickeln pustende Äolusmasken begleiten.

Rensbergers Spezialität war es, seine Schriften und anderen Erkenntnisse zahlreichen potentiellen Gönnern, Fürsten, Städten usw. zu dedizieren um so eine geldliche Kompensation zu erhalten. Teilweise wurde ihm dabei Schwindel unterstellt:
„Der gleichfalls als Mathematiker hervortretende Nicolaus Rensberger a. Neuhof dedicirte (1570) Wilhelm von Rosenberg, als dem Freunde der Geometrie, erstlich von Passau einen Quadranten und, dafür mit einer Remuneration betheilt, aus Pilsen ein ungenanntes Werk dieser Richtung. Endlich wollte er, in der Bergstadt Joachimsthal sich aufhaltend, die seit Anfang der Welt nicht dagewesene Erfindung eines bei Bergwerken, Schmelzhütten, Wasserkünsten und Mühlen anwendbaren Rades gemacht haben, welches unter Ausschluss der bisher bekannten bewegenden Kräfte ohne Unterlass herumkreise, und mittelst welchem man Tag und Nacht gegen 500 Ltr. Wassers selbst aus einer Tiefe von 100 Lachtern heben und auf einen hohen Berg leiten könne. Den nicht mehr vorhanden Abriss davon ließ er (7. Dec. 1570) aus Joachimsthal diesmal an Peter Bok von Rosenberg mit der Bitte um Vorstreckung von 30 Thalern zur Vollendung dieser Invention gelangen.“

## Schriften
- Astronomia Teutsch, dergleichen vormals nye in Druck außgangen, darinn verfast seind vier Bücher, Augsburg 1568, 1569, 1570. Digital verfügbar bei der SLUB Dresden.
- Geometria: Das ist, wie man recht vn[d] behend, eines jeden dings höhe, lenge vnd breyte, vnd auch wie weyt ein Statt von der andern gelegen sey, ... abmessen soll, welliches zuuor von keinem Mathematico niemals beschriben worden / Vnnd ist also dises newes kunststück mit fleyß beschrieben, Augsburg 1568. Digital verfügbar bei der SLUB Dresden.